# ثلاثة أنخاب للروح القدس (رواية)
ثلاثة أنخاب للروح القدس (بالإنجليزية: Three Cheers for the Paraclete)‏ هي رواية للكاتب الأسترالي توماس كينيلي، نشرت عام 1968، لأول مرة عن دار نشر أنغوس آند روبرتسون في أستراليا.